# كتب دارجة
كتب دارجة  هو مشروع يهدف إلى توحيد كتابة الدارجة المغربية لتحسين معدل القراءة والكتابة لدى المغاربة وتسهيل تعلمها للأجانب. قدم المشروع معايير مزدوجة للكتابة حيث تدعم كلا من الحروف اللاتينية والعربية كما تم تطوير تخطيطات لوحة المفاتيح للكتابة بهذه الحروف الهجائية.

## حروف الكتابة

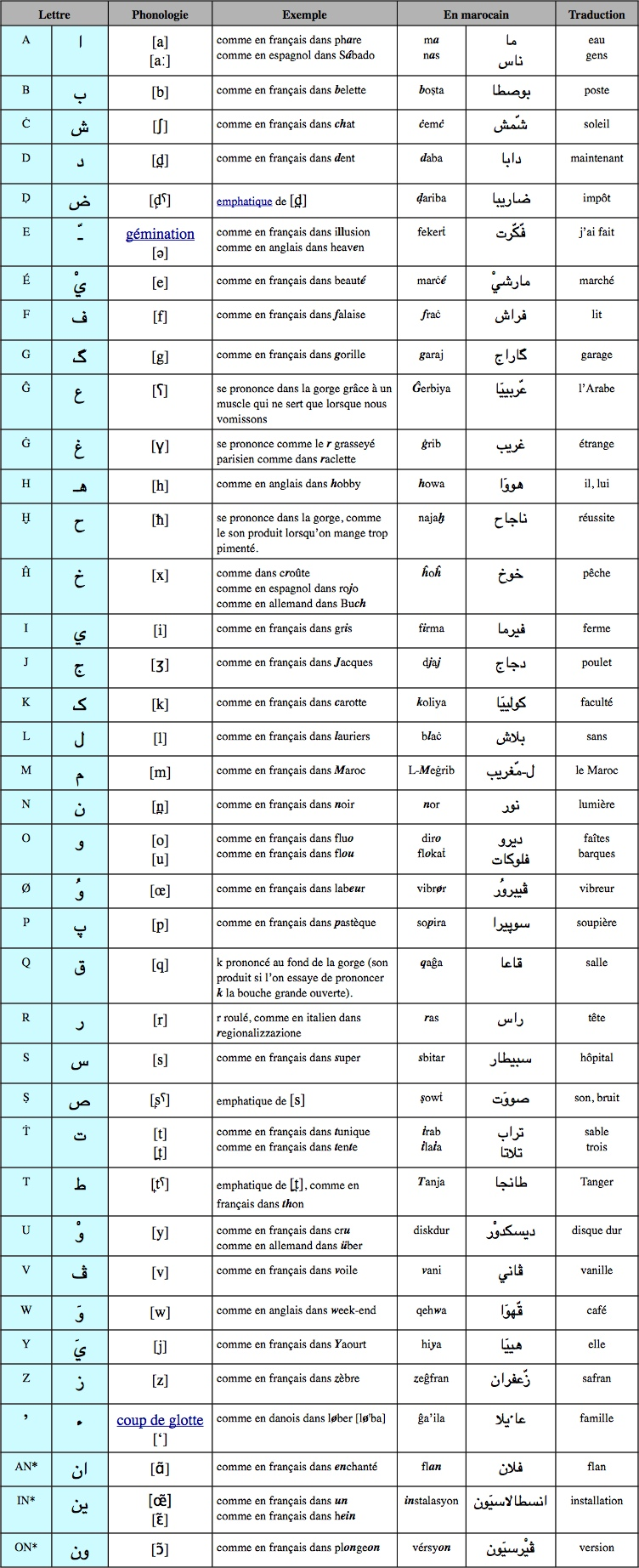
حروف الكتاب بالحروف اللاتينية والعربية في مشروع كتب دارجة.